# Hilbersdorf (Sachsen)
Hilbersdorf este o comună din landul Saxonia, Germania.